# 蛤御門

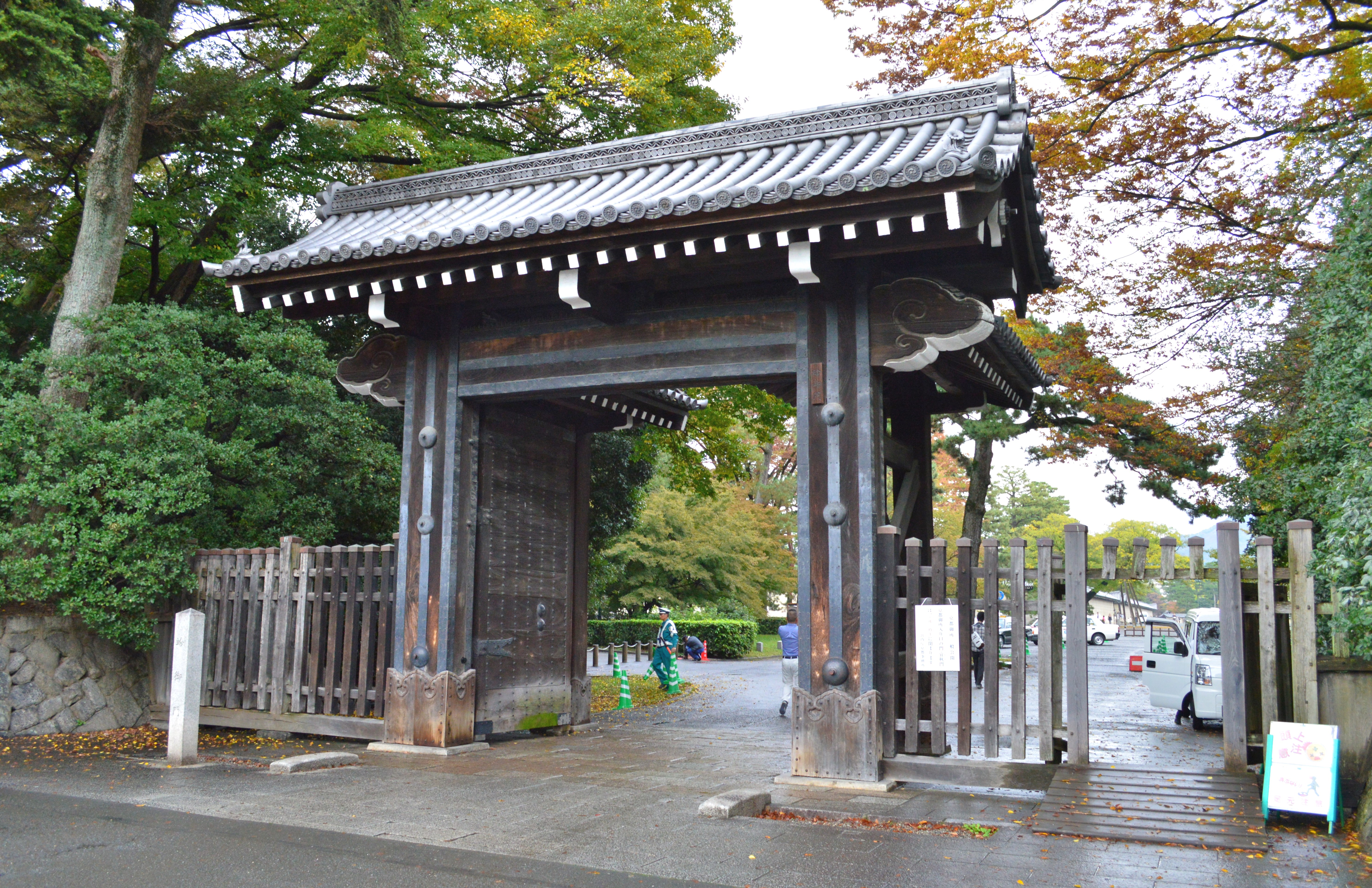

蛤御门（はまぐりごもん）是日本京都御苑的外郭九門之一。本来正式名称为「新在家御門（しんざいけごもん）」。采用高麗門形制。
蛤御门通常总是关闭，只在发生火灾时才打开，因此获得“蛤御门”的名称。这几次火灾包括宝永大火（1708年）、天明大火（1788年）。
元治元年旧历7月19日（1864年8月20日）的蛤御門之变中，蛤御门周围成为与長州藩激战的战场。现在门柱上还能看到弾痕。

## 脚注
1. ↑  "蛤御門の命名は元禄以前か 京都御苑、通説遡る新史料" （页面存档备份，存于）（京都新聞、 2016年4月28日記事）。

35°01′23.24″N 135°45′34.47″E / 35.0231222°N 135.7595750°E